# Amok Trei
Amok Trei (Khmer អាម៉ុកត្រី, „dämpfen Fisch“), auch Fisch-Amok, ist ein kambodschanisches Fischcurry mit Kokoscreme, das als ein Nationalgericht gilt.
Es können verschiedene Fische verwendet werden, zum Beispiel Seeteufel, Pangasius, Seewolf, Wolfsbarsch, Saibling, sie kommen meistens frisch aus dem Tonle Sap. Der Fisch wird gedämpft, während der Zubereitung wird die Kokoscreme, oft auch ein verquirltes Ei, zugegeben.
Dazu stellt man separat eine spezielle Würzpaste (Kroeung) her, die für Amok häufig Thai-Ingwer (Galgant), Koriander, Zitronengras, Kurkuma, Tamarinde, Knoblauch, Kaffernlimette und das einheimische, leicht bittere Gewürz Ngor enthält. Es gibt hierzu unterschiedliche Rezepte.
Manchmal wird auch eine für das Gericht typische Gewürzmischung Amok genannt. Der Fisch kann durch Krabben, Hummer- oder Langustenfleisch oder Huhn ersetzt werden. Serviert wird das Gericht in einer ausgehöhlten Kokosnuss oder in einer etwas dickeren Konsistenz in Bananenblättern.